# Флаг Кирибати
Государственный флаг Кирибати (кириб. Buraki ni Kiribati, англ. Flag of Kiribati) — один из государственных символов страны, представляющий собой прямоугольное полотнище с соотношением сторон 1:2. Принят 12 июля 1979 года.

## Описание и символика
Флаг Кирибати имеет прямоугольную форму и соответствует гербу страны, дарованному островам в 1937 году. Верхняя половина флага имеет красный цвет. На ней изображён фрегат большой (лат. Fregata minor, кириб. te eitei) золотистого цвета, летящий над восходящим солнцем золотистого оттенка. Нижняя половина флага имеет белый цвет с тремя синими горизонтальными волнистыми полосами, символизирующими волны океана.
Флаг был разработан Артуром Гримблом (англ. Sir Arthur Grimble) для британской колонии Острова Гилберта и Эллис.
Цвета и предметы имеют следующее значение:
- Красный цвет символизирует небо.
- Синий цвет символизирует Тихий океан, в котором расположены острова страны.
- Три белые полосы символизируют три островные группы страны: острова Гилберта, Феникс и Лайн.
- Восходящее солнце символизирует тропическое солнце, так как Кирибати расположено по обе стороны экватора. 17 солнечных лучей символизируют 16 островов в архипелаге Гилберта и остров Банаба.
- Фрегат символизирует власть, свободу и культурный танец Кирибати[2].

## Исторические флаги
В колониальные годы в Кирибати использовался типичный для британских колоний флаг: синее полотнище, в верхнем левом углу которого находилось изображение флага Великобритании, а в правой части — герб колонии.
Незадолго до получения независимости в 1979 году в колонии был проведён конкурс на новый государственный флаг. Геральдическая палата решила предложить несколько модифицированный вид современного флага: было увеличено изображение фрегата и солнца, а ширина голубых и белых полосок, наоборот, была уменьшена. Однако население выступило за оригинальный дизайн, который и лёг в основу современного флага.